# 비아망

비아망의 위치

비아망(포르투갈어: Viamão)은 브라질 히우그란지두술주의 도시로 면적은 1,494.263km2, 높이는 9m, 인구는 239,384명(2010년 기준), 인구 밀도는 160.2명/km2이다.